# Mattias Gestranius
Mattias Gestranius (født 7. juni 1978) er en finsk fodbolddommer. Han har dømt internationalt under det internationale fodboldforbund FIFA siden 2009, hvor han er placeret i den europæiske dommergruppe som Category 2-dommer, der er det tredje højeste niveau for internationale dommere. 

## Kampe med danske hold
- Den 28. marts 2011: U21 Venskabskamp: Danmark U21 – Ukraine U21 2-2